# Cirrhophanus duplicatus
Cirrhophanus duplicatus är en fjärilsart som beskrevs av Smith 1891. Cirrhophanus duplicatus ingår i släktet Cirrhophanus och familjen nattflyn. Inga underarter finns listade i Catalogue of Life.